# Republika Ambrozjańska

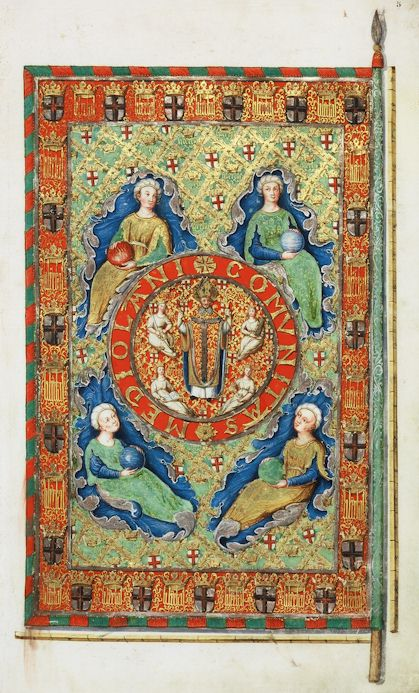
Chorągiew Republiki Ambrozjańskiej

Republika Ambrozjańska – średniowieczne państewko proklamowane w Mediolanie po śmierci księcia Filipa Marii Viscontiego, dotychczasowego pana miasta, istniejące 2,5 roku.
Początek republiki ogłosiło 14 sierpnia 1447 trzech mężczyzn szlacheckiego pochodzenia: Giorgio Lampugnani, Antonio Trivulzio oraz Innozenzo Cotta. Zapowiadali oni rządy komunalne. Władza miała być sprawowana, nie jak dotychczas, przez jednego tyrana, ale przez dwudziestu czterech kapitanów, wybranych spośród przedstawicieli najbardziej zasłużonych rodzin Mediolanu.
Władza nie umiała rządzić księstwem. Po przewrocie i ogłoszeniu republiki zniesiono podatki, utożsamiane wtedy z uciążliwym systemem fiskalnym Viscontich. Brak pieniędzy, coraz większe zagrożenie ze strony sąsiadów, skłoniły rządzących do ich ponownego wprowadzenia, a nawet znacznego powiększenia. Dodatkowo, pomniejsze części księstwa, zachęcone niepowodzeniami na szczeblu centralnym, ogłosiły niezależność.
Po początkowym poparciu społeczeństwa Republika zaczęła tracić swoją popularność. Wybuchły kolejne zamieszki, a władza postanowiła wprowadzić terror. W roku 1448 i 1449 wybuchły kolejne, coraz bardziej krwawe zamieszki, w których zginęli przedstawiciele władz. 23 lutego 1450 szlachta miejska przedstawiła projekt zniesienia Republiki Ambrozjańskiej i oddania władzy w ręce Franciszka I Sforzy, przebywającego w tym czasie z wojskiem nieopodal Mediolanu. Nazajutrz, 24 lutego, władza przeszła w ręce Sforzy, a 27 lutego wkroczył on triumfalnie do Mediolanu i przyjął tytuł księcia.